# 현측포

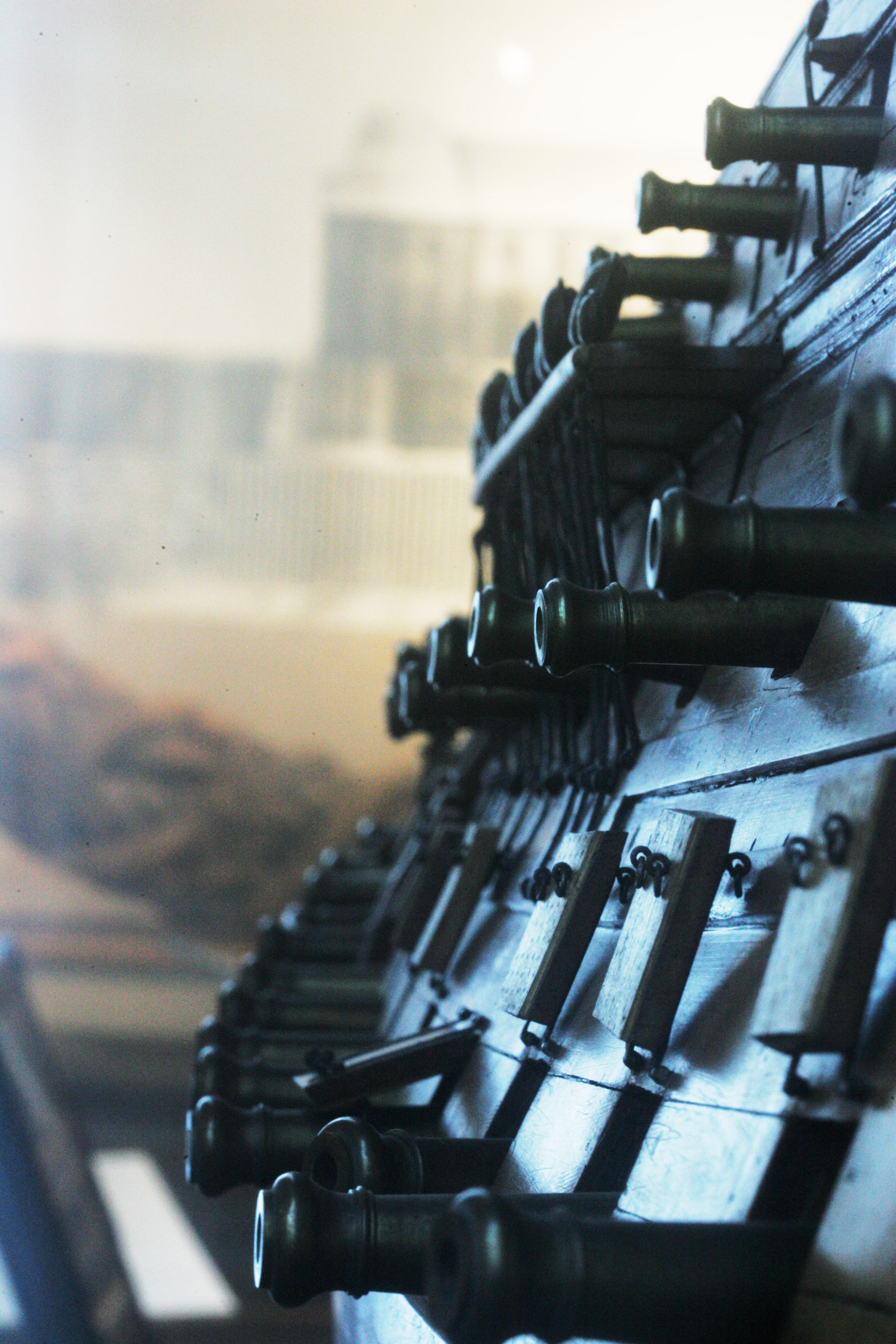
프랑스 74문 전열함의 현측포.

현측포(舷側砲, broadside)는 군함의 양 현측에 캐넌류 대포를 늘어놓아 배치한 것이다. 16세기 범선 시대부터 19세기 증기선 시대까지 일반적인 군함 무장 방식이었다. 함포를 일제히 발사하는 것을 일제사격(一齊射擊)이라고 하는데, 현측포의 일제사격은 broadside, 노급전함 이후 현대 군함의 일제사격은 salvo 라고 한다.

## 같이 보기
- 탄막 사격